# رصاصية هندية
الرصاصية الهندية (باللاتينية: Plumbago indica) نوع نباتي ينتمي إلى جنس الرصاصية من الفصيلة الرصاصية.

## الموئل والانتشار
موطنها الهند.